# Serie Río de la Plata 2024
La Serie Río de la Plata 2024 fue la tercera edición de estas competiciones de carácter amistoso y de pretemporada disputadas en Uruguay. Se desarrolló entre el 10 y el 23 de enero. Como las ediciones anteriores, se disputaron mayoritariamente partidos con trofeo en disputa existiendo la posibilidad de haber un triangular por un premio también. En esta edición juntó a campeones de distintos torneos domésticos de Argentina (Rosario Central), Chile (Colo Colo que resultó el ganador) y Uruguay (Liverpool), así como equipos de Brasil (Vasco da Gama) y Perú (Universidad César Vallejo).

## Equipos participantes
Los partidos fueron disputados por nueve clubes de Argentina, nueve de Uruguay, uno de Brasil, uno de Chile y uno de Perú.
| Equipos participantes   | Equipos participantes | Equipos participantes     | Equipos participantes |
| ----------------------- | --------------------- | ------------------------- | --------------------- |
| Atlético Tucumán        | Argentina             | Cerro                     | Uruguay               |
| Belgrano                | Argentina             | Cerro Largo               | Uruguay               |
| Gimnasia y Esgrima (LP) | Argentina             | Danubio                   | Uruguay               |
| Huracán                 | Argentina             | Defensor Sporting         | Uruguay               |
| Newell's Old Boys       | Argentina             | Deportivo Maldonado       | Uruguay               |
| Rosario Central         | Argentina             | Liverpool                 | Uruguay               |
| San Lorenzo             | Argentina             | Nacional                  | Uruguay               |
| Unión (SF)              | Argentina             | Peñarol                   | Uruguay               |
| Vélez Sarsfield         | Argentina             | River Plate               | Uruguay               |
| Vasco da Gama           | Brasil                | Universidad César Vallejo | Perú                  |
| Colo-Colo               | Chile                 |                           |                       |

## Partidos
Se disputaron 25 partidos.
| 10 de enero, 17:45                            | River Plate | 1:1 (1:0) (4:2 p.) | Newell's Old Boys | Estadio Parque Saroldi, Montevideo |                            |
|                                               | Scarone 4'  | Reporte            | Pérez Tica 89'    | Árbitro(s): Esteban Guerra         | Árbitro(s): Esteban Guerra |
| River Plate obtuvo la Copa Sebastián Taborda. |             |                    |                   |                                    |                            |

| 11 de enero, 21:00                | Cerro            | 1:0 (1:0) | Vélez Sarsfield | Estadio Luis Tróccoli, Montevideo |                           |
|                                   | L. Rodríguez 45' | Reporte   |                 | Árbitro(s): Javier Burgos         | Árbitro(s): Javier Burgos |
| Cerro obtuvo la Copa Julio Aldao. |                  |           |                 |                                   |                           |

| 12 de enero, 21:00                                  | Cerro Largo | 0:0 (2:4 p.) | Gimnasia y Esgrima (LP) | Estadio Charrúa, Montevideo |                          |
|                                                     |             | Reporte      |                         | Árbitro(s): Hernán Heras    | Árbitro(s): Hernán Heras |
| Gimnasia y Esgrima (LP) obtuvo la Copa Juan Masnik. |             |              |                         |                             |                          |

| 13 de enero, 17:45                              | Liverpool          | 1:1 (0:1) (6:7 p.) | Rosario Central | Estadio Belvedere, Montevideo |                           |
|                                                 | Machado 56' (pen.) | Reporte            | Cervera 28'     | Árbitro(s): Pablo Giménez     | Árbitro(s): Pablo Giménez |
| Partido correspondiente a la Copa de Campeones. |                    |                    |                 |                               |                           |

| 13 de enero, 22:30                     | Nacional   | 1:1 (0:0) (4:3 p.) | Unión (SF) | Estadio Gran Parque Central, Montevideo |                              |
|                                        | Recoba 54' | Reporte            | Banega 86' | Árbitro(s): Daniel Rodríguez            | Árbitro(s): Daniel Rodríguez |
| Nacional obtuvo la Copa Gustavo Munúa. |            |                    |            |                                         |                              |

| 14 de enero, 20:00                                   | River Plate     | 1:4 (1:2) | Vélez Sarsfield                           | Estadio Campeones Olímpicos, Florida |                           |
|                                                      | N. Rodriguez 5' | Reporte   | Lobato 8' 84' · V. Gómez 40' · Romero 81' | Árbitro(s): Nicolás Tarán            | Árbitro(s): Nicolás Tarán |
| Vélez Sarsfield obtuvo la Copa Hernán Rodrigo López. |                 |           |                                           |                                      |                           |

| 14 de enero, 22:15                                    | Peñarol | 0:1 (0:1) | Newell's Old Boys | Estadio Luis Franzini, Montevideo |                            |
|                                                       |         | Reporte   | May 6'            | Árbitro(s): Santiago Motta        | Árbitro(s): Santiago Motta |
| Newell's Old Boys obtuvo la Copa Juan Alberto Acosta. |         |           |                   |                                   |                            |

| 15 de enero, 20:00                             | Cerro Largo | 0:1 (0:1) | Atlético Tucumán | Estadio Charrúa, Montevideo |                            |
|                                                |             | Reporte   | Pereyra 35'      | Árbitro(s): Eduardo Varela  | Árbitro(s): Eduardo Varela |
| Atlético Tucumán obtuvo la Copa Rafael García. |             |           |                  |                             |                            |

| 15 de enero, 22:15                                  | San Lorenzo | 0:1 (0:0) | Gimnasia y Esgrima (LP) | Estadio Gran Parque Central, Montevideo |                              |
|                                                     |             | Reporte   | Mammini 90'             | Árbitro(s): Esteban Ostojich            | Árbitro(s): Esteban Ostojich |
| Gimnasia y Esgrima (LP) obtuvo la Copa Hugo Rivero. |             |           |                         |                                         |                              |

| 16 de enero, 17:45                   | Danubio   | 1:2 (1:0) | Huracán                      | Estadio Parque Saroldi, Montevideo |                             |
|                                      | Píriz 18' | Reporte   | Mazzantti 55' · M. Gómez 90' | Árbitro(s): Anahí Fernández        | Árbitro(s): Anahí Fernández |
| Huracán obtuvo la Copa Agustín Peña. |           |           |                              |                                    |                             |

| 16 de enero, 20:00                      | Defensor Sporting | 1:1 (1:0) (2:4 p.) | Unión (SF)        | Estadio Luis Franzini, Montevideo |                            |
|                                         | Viudez 7'         | Reporte            | Roldán 89' (pen.) | Árbitro(s): Andrés Matonte        | Árbitro(s): Andrés Matonte |
| Unión obtuvo la Copa Baudilio Jáuregui. |                   |                    |                   |                                   |                            |

| 16 de enero, 22:15                              | Colo-Colo | 0:0 (4:3 p.) | Rosario Central | Estadio Centenario, Montevideo |                             |
|                                                 |           | Reporte      |                 | Árbitro(s): Agustín Berisso    | Árbitro(s): Agustín Berisso |
| Partido correspondiente a la Copa de Campeones. |           |              |                 |                                |                             |

| 17 de enero, 19:30                             | Vélez Sarsfield | 1:0 (1:0) | Belgrano | Estadio Luis Franzini, Montevideo |                           |
|                                                | Lobato 24'      | Reporte   |          | Árbitro(s): Yimmi Álvarez         | Árbitro(s): Yimmi Álvarez |
| Vélez Sarsfield obtuvo la Copa Jonathan Ramis. |                 |           |          |                                   |                           |

| 17 de enero, 21:45                          | Nacional   | 1:1 (1:0) (4:1 p.) | Peñarol     | Estadio Centenario, Montevideo |                            |
|                                             | Romero 30' | Reporte            | Silvera 54' | Árbitro(s): Bruno Sacarelo     | Árbitro(s): Bruno Sacarelo |
| Nacional obtuvo la Copa Óscar Aguirregaray. |            |                    |             |                                |                            |

| 18 de enero, 17:45                       | Liverpool                             | 3:2 (1:1) | Huracán                 | Estadio Belvedere, Montevideo |                            |
|                                          | Ocampo 29' · Barrios 56' · Franco 61' | Reporte   | Toledo 20' · Garate 60' | Árbitro(s): Federico Arman    | Árbitro(s): Federico Arman |
| Liverpool obtuvo la Copa Maicol Cabrera. |                                       |           |                         |                               |                            |

| 18 de enero, 20:00                                | Danubio | 0:1 (0:1) | Atlético Tucumán | Estadio Domingo Burgueño Miguel, Maldonado |                           |
|                                                   |         | Reporte   | Giani 11'        | Árbitro(s): Diego Riveiro                  | Árbitro(s): Diego Riveiro |
| Atlético Tucumán obtuvo la Copa Sergio Rodríguez. |         |           |                  |                                            |                           |

| 18 de enero, 22:15                          | Vasco da Gama | 1:0 (0:0) | San Lorenzo | Estadio Domingo Burgueño Miguel, Maldonado |  |
|                                             | Léo 75'       | Reporte   |             |                                            |  |
| Vasco da Gama obtuvo la Copa Pablo Guiñazú. |               |           |             |                                            |  |

| 19 de enero, 17:45                  | Unión (SF) | 0:0 (3:2 p.) | Universidad César Vallejo | Estadio Parque Saroldi, Montevideo |                           |
|                                     |            | Reporte      |                           | Árbitro(s): Leandro Lasso          | Árbitro(s): Leandro Lasso |
| Unión obtuvo la Copa Diego Polenta. |            |              |                           |                                    |                           |

| 19 de enero, 20:00                                         | Defensor Sporting | 0:2 (0:0) | Rosario Central         | Estadio Luis Franzini, Montevideo |                           |
|                                                            |                   | Reporte   | Lovera 49' · Módica 88' | Árbitro(s): Diego Dunajec         | Árbitro(s): Diego Dunajec |
| Rosario Central obtuvo la Copa Prof. José Ricardo de León. |                   |           |                         |                                   |                           |

| 19 de enero, 22:15                           | Nacional | 0:1 (0:1) | Colo-Colo    | Estadio Gran Parque Central, Montevideo |                            |
|                                              |          | Reporte   | Saldivia 17' | Árbitro(s): Santiago Motta              | Árbitro(s): Santiago Motta |
| Colo-Colo obtuvo la Copa Gustavo Biscayzacú. |          |           |              |                                         |                            |

| 20 de enero, 21:30                   | Peñarol     | 1:0 (1:0) | Belgrano | Estadio Campeón del Siglo, Montevideo |                           |
|                                      | Silvera 29' | Reporte   |          | Árbitro(s): Javier Burgos             | Árbitro(s): Javier Burgos |
| Peñarol obtuvo la Copa Carlos Bueno. |             |           |          |                                       |                           |

| 21 de enero, 21:30                            | Deportivo Maldonado | 0:1 (0:0) | Vasco da Gama | Estadio Domingo Burgueño Miguel, Maldonado |                            |
|                                               |                     | Reporte   | Payet 63'     | Árbitro(s): Antonio García                 | Árbitro(s): Antonio García |
| Vasco da Gama obtuvo la Copa Juan Ahuntchaín. |                     |           |               |                                            |                            |

| 22 de enero, 20:00                     | Liverpool                          | 3:4 (2:2) | Colo-Colo                              | Estadio Luis Franzini, Montevideo |                                |
|                                        | Machado 6' 31' (pen.) · Nicola 70' | Reporte   | Gil 33' 45+2' · Zavala 76' · Plaza 86' | Árbitro(s): Christian Ferreyra    | Árbitro(s): Christian Ferreyra |
| Colo-Colo obtuvo la Copa de Campeones. |                                    |           |                                        |                                   |                                |

| 22 de enero, 22:15                                        | Defensor Sporting | 0:2 (0:1) | Universidad César Vallejo  | Estadio Luis Franzini, Montevideo |                             |
|                                                           |                   | Reporte   | Da Silva 41' · Barreto 69' | Árbitro(s): Andrés Martínez       | Árbitro(s): Andrés Martínez |
| Universidad César Vallejo obtuvo la Copa Sebastián Abreu. |                   |           |                            |                                   |                             |

| 23 de enero, 21:30                    | Peñarol | 0:2 (0:2) | Nacional                      | Estadio Centenario, Montevideo |                          |
|                                       |         | Reporte   | Bentancurt 15' · Carneiro 31' | Árbitro(s): Javier Feres       | Árbitro(s): Javier Feres |
| Nacional obtuvo la Copa Ildo Maneiro. |         |           |                               |                                |                          |